# José Jorge Mezquita García
José Jorge Mezquita García (Vila-real, 1967), conegut simplement com a Mezquita, era un pilotaire professional, dels millors reboters de la modalitat d'Escala i corda en la nòmina de l'empresa ValNet. Ha sigut membre de la Selecció Valenciana de Pilota en els mundials de 1996, 1998 i 2000, guanyant en totes tres edicions.
Fill del trinqueter de Vila-real, va debutar el 1984 al mateix trinquet de Vila-real, amb 17 anys fent equip amb Gat i Pataques. Amb Tato i Tino va guanyar el Circuit de 2004. Es va retirar el 2007, durant el Circuit Bancaixa 07/08, a causa d'una lesió de colze.
Actualment és trinqueter i responsable del Trinquet de Vila-real i de l'escola de pilota local.

## Palmarés
- Escala i corda:
  - Campió del Circuit Bancaixa 2004, 2005 i 2006
  - Subcampió del Circuit Bancaixa 2007
  - Subcampió Màsters Ciutat de València: 2007
  - Campió del Trofeu Ciutat de Llíria: 2006
  - Campió del Trofeu Juliet d'Alginet 2004
  - Campió del Trofeu Superdeporte 2005
- Frontó:
  - Campió de l'Obert d'Albal: 2007
  - Subcampió del Trofeu Platges de Moncofa: 2008

Campionats Internacionals de Pilota
- Campió del Món 1996 (València), 1998 (Maubeuge, França) i 2000 (València)